# Buxières-les-Mines

Buxières-les-Mines este o comună în departamentul Allier din centrul Franței. În 1 ianuarie 2022 avea o populație de 1.001 de locuitori.